# Aspidimorpha muehlei
Aspidimorpha muehlei is een keversoort uit de familie bladkevers (Chrysomelidae). De wetenschappelijke naam van de soort werd in 1997 gepubliceerd door Borowiec.